# Helvibis rossi
Helvibis rossi är en spindelart som beskrevs av Claude Lévi 1964. Helvibis rossi ingår i släktet Helvibis och familjen klotspindlar.
Artens utbredningsområde är Peru. Inga underarter finns listade i Catalogue of Life.